# 超人 (1940年代动画)

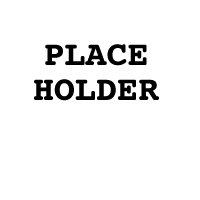
这幅超人的图像出现在每集动画的开头。

《弗莱舍超人动画片》（英語：Fleischer Superman cartoons）是一部1940年代的美国动画连续剧，由派拉蒙影业发布，和基于漫画书人物超人的彩色印片法制作的十七集的动画短片。弗莱舍工作室从1941年到1942年只做了前八集，而最后的八集都是出自于1942年到1943年的著名工作室，它是一个弗莱舍工作室的继任公司。在1942年5月著名工作室正式接管之前，《超人》是弗莱舍工作室制作的最后一部动画系列。
尽管今天超人的销售合同权与所有者均为华纳兄弟动画公司所有，但华纳自1969年以来才拥有了DC漫画公司下超人的出版权。